# 1450

## Родени
- Гарси Ордонес де Монталво, испански писател, автор на рицарски романи
- Йеронимус Бош, брабантски художник

## Починали
- 9 февруари – Агнес Сорел, френска благородничка